# Brücke Am Schiffbleek

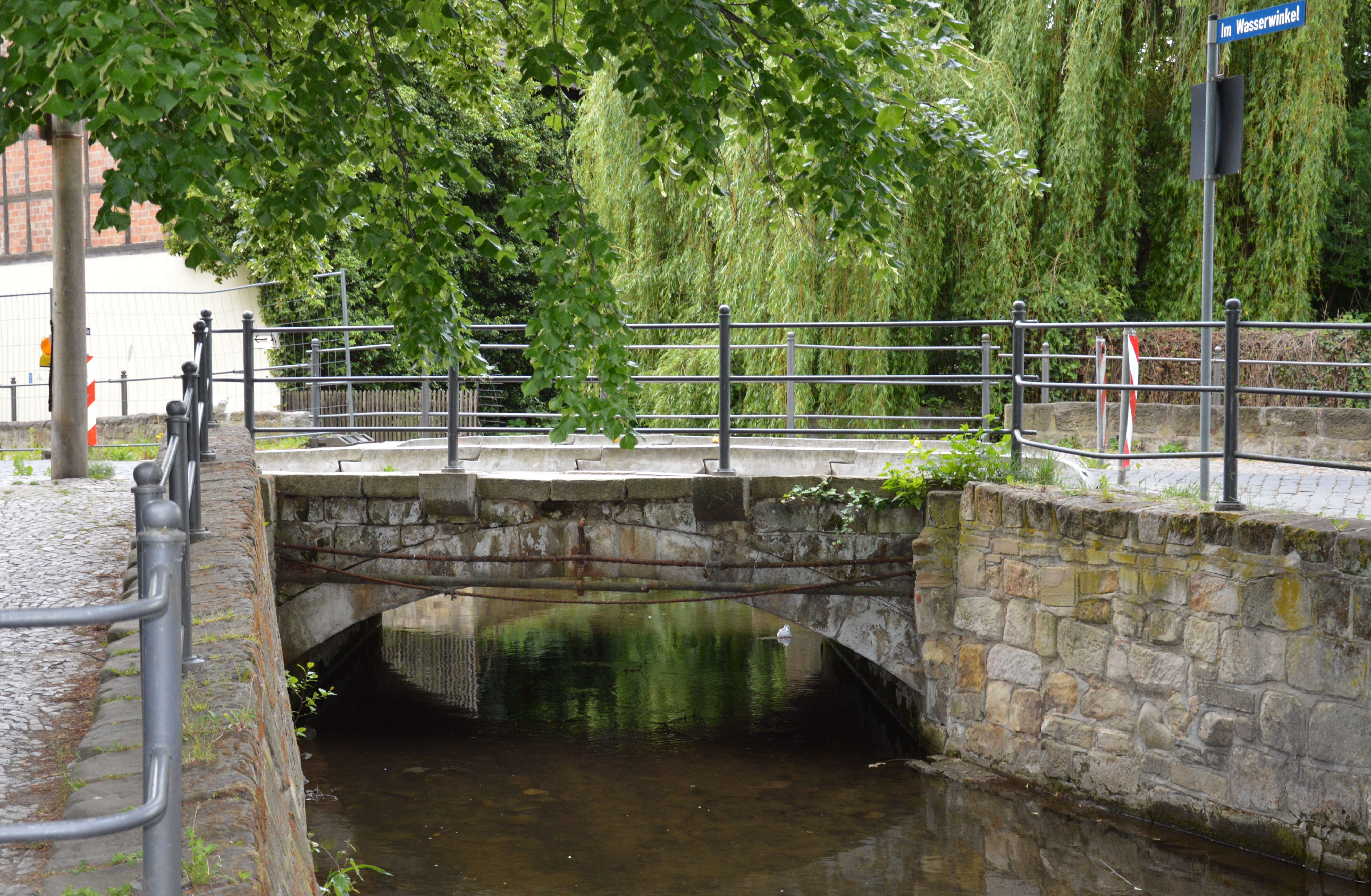
Stromabwärts gewandte Seite

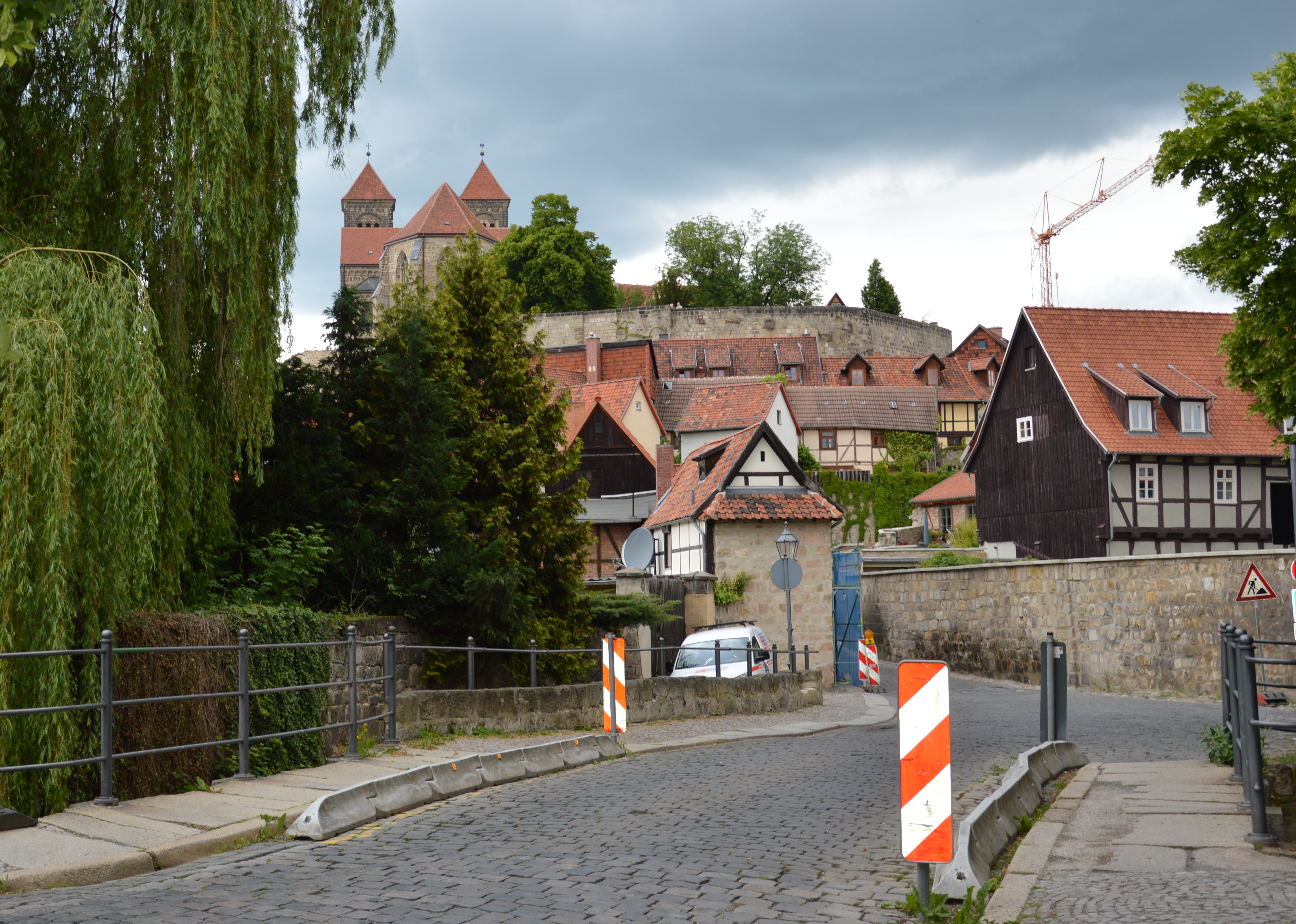
Blick zum Westendorf

Die Brücke Am Schiffbleek ist eine denkmalgeschützte Brücke in Quedlinburg in Sachsen-Anhalt.

## Lage
Die Brücke befindet sich südöstlich des historischen Quedlinburger Stadtteils Westendorf am nördlichen Ende der Straße Am Schiffbleek. Sie überbrückt den Mühlgraben und stellt den südöstlichen Zugang zum Westendorf dar. Auf der Westendorfer Seite beginnt die Wassertorstraße. Nordöstlich der Brücke liegt die Parkanlage Wordgarten.

## Architektur und Geschichte

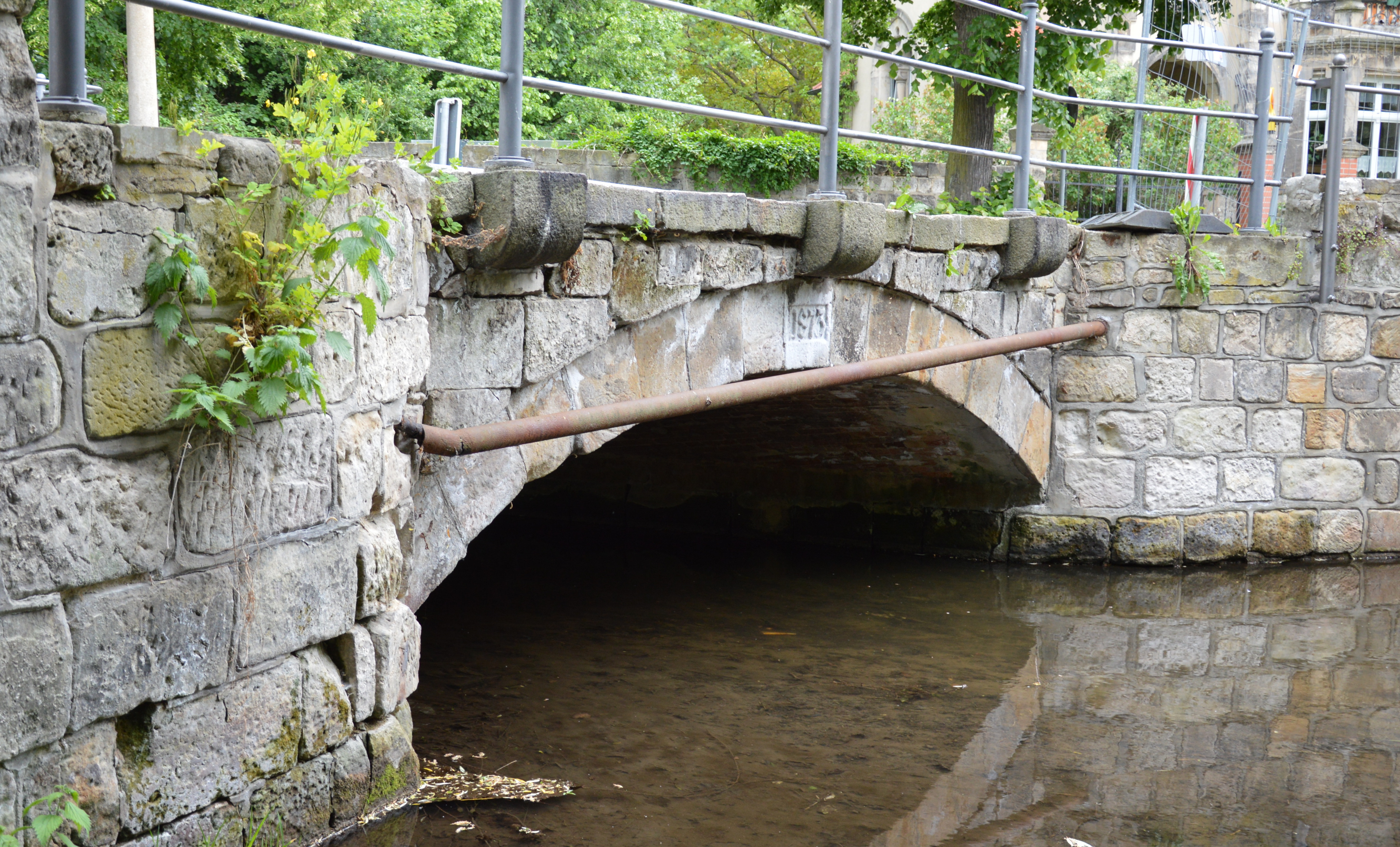
Südwestseite der Brücke mit Jahreszahl 1873

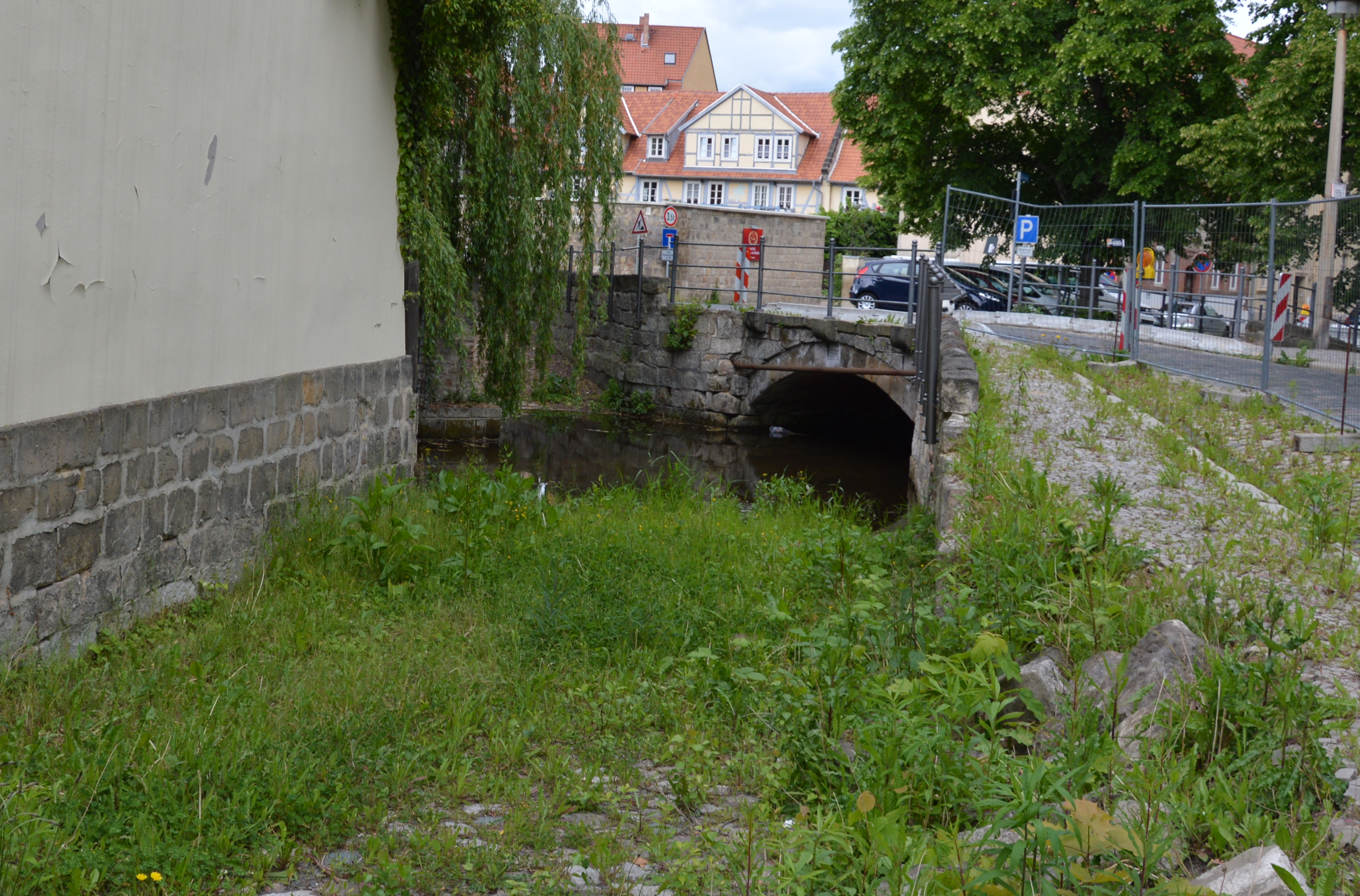
Parallel zur Brücke zum Bach führende Straße

Im Quedlinburger Denkmalverzeichnis ist die Brücke als Baudenkmal unter der Erfassungsnummer 094 84912 eingetragen. Im 1998 gedruckt veröffentlichten Denkmalverzeichnis war die Brücke noch nicht verzeichnet. Die über die Brücke führende Straße ist auch für den Kraftfahrzeugverkehr zugelassen.
Die Brücke entstand nach einer Inschrift auf ihrer stromaufwärts gewandten Südwestseite im Jahr 1873. Sie ist als flaches Gewölbe aus Natursteinen errichtet und besteht aus nur einem Bogen. An der Südwestseite führen auf beiden Uferseiten gepflasterte historische Straßen hinunter zum Bach.